# Laurence Épée
Laurence Epée (15 novembre 1990) è una schermitrice francese.

## Palmarès
- Europei

Novi Sad 2018: oro nella spada a squadre.